# Повстання

Ілюстрація В. Касіяна до поеми Т. Г. Шевченка «Гайдамаки»

Повста́ння — масовий збройний виступ проти встановленого стану речей. Найчастіше повстання спрямовані проти влади, тиранії. Повстання є проявом діяльного прагнення людей досягти своєї мети. Протягом людської історії повстання поруч з війнами є основним видом організованого насилля.

## Великі повстання
- Повстання Спартака
- Повстання жовтих пов'язок
- Хмельниччина
- Повстання Степана Разіна
- Селянська війна під проводом Омеляна Пугачова
- Повстання декабристів
- Польське повстання 1830—1831
- Кронштадтське повстання
- Великий даларнський танок

## Джерала
- Хосе Ортега-і-Гасет. Бунт мас (Переклад Вольфрама Бурггардта). // Ортега-і-Гасет, Х. Вибрані твори.— К.: Основи, 1994. 424 с. С.: 15-139.